# 全州議会
全州議会（ぜんしゅうぎかい、ドイツ語: Ständerat、フランス語: Conseil des Etats、イタリア語: Consiglio degli Stati、ロマンシュ語: Cussegl dals Stadis）は、スイス連邦議会の議院であり、上院に相当する。議員定数は46である。
26のカントン（州）のうち20州は各2名の議員を送る。残り6州（オプヴァルデン準州、ニトヴァルデン準州、バーゼル＝シュタット準州、バーゼル＝ラント準州、アッペンツェル・アウサーローデン準州、アッペンツェル・インナーローデン準州）は各1名を送る。この6州は歴史的な理由により準州と見なされるが、実際には州と同様に扱われる。
議員の任期は4年間であり、議員はカントン当局の指示に対して表決が拘束されない。スイス連邦憲法の下で選挙の方法が各カントンに委ねられ、その条件は民主的な方法でなければならない。しかし現在では、全てのカントンが公選で選ばれた議員を出している。 ツーク州とアッペンツェル・インナーローデン準州を除いた全ての州で、議員は国民院議員と同時に選出される。 アッペンツェル・インナーローデン準州では物理的に召集された州民の集会（ランツゲマインデ）によって代表者が選ばれる。比例代表制が使用されるジュラ州を除いて、代表者は多数制により選出される。

## 使用言語
議論において、ドイツ語（高地ドイツ語）とフランス語が用いられる。イタリア語とロマンシュ語は議論では用いられない。議論は通訳されないため、全ての議員はドイツ語とフランス語を理解しなければならない。

## 政党と議席数
2023年の選挙結果による。かっこ内の数字は議席数。
- 中央党 (15)
- スイス自由民主党 (11)
- スイス社会民主党 (9)
- スイス国民党 (6)
- スイス緑の党 (3)
- 自由緑の党 (1)
- ジュネーヴ市民運動 (1)

## 議席当たりの人口
全州議会はスイスの連邦主義の性質を表している。各州の議席数はその人口に比例せず、カントン（州）ごとに配分される。その結果、全州議会での一議席が選出されるための人数は2001年時点で最大40倍以上に開き、アッペンツェル・インナーローデン準州の15,000人からチューリヒ州の約60万人まである。
| 略   | カントン（州）                   | 議席 | 人口      | 一議席当たりの人数 | 一票の格差 |
| ---- | -------------------------------- | ---- | --------- | ------------------ | ---------- |
| ZH   | チューリヒ                       | 2    | 1,228,600 | 614,300            | 1.0        |
| BE   | ベルン                           | 2    | 947,100   | 473,550            | 1.3        |
| VD   | ヴォー                           | 2    | 626,200   | 313,100            | 2.0        |
| AG   | アールガウ                       | 2    | 550,900   | 275,450            | 2.2        |
| BL   | バーゼル＝ラント                 | 1    | 261,400   | 261,400            | 2.4        |
| SG   | ザンクト・ガレン                 | 2    | 452,600   | 226,300            | 2.7        |
| GE   | ジュネーヴ                       | 2    | 414,300   | 207,150            | 3.0        |
| BS   | バーゼル＝シュタット             | 1    | 186,700   | 186,700            | 3.3        |
| LU   | ルツェルン                       | 2    | 350,600   | 175,300            | 3.5        |
| TI   | ティチーノ                       | 2    | 311,900   | 155,950            | 3.9        |
| VS   | ヴァレー                         | 2    | 278,200   | 139,100            | 4.4        |
| SO   | ゾロトゥルン                     | 2    | 245,500   | 122,750            | 5.0        |
| FR   | フリブール                       | 2    | 239,100   | 119,550            | 5.1        |
| TG   | トゥールガウ                     | 2    | 228,200   | 114,100            | 5.4        |
| GR   | グラウビュンデン                 | 2    | 185,700   | 92,850             | 6.6        |
| NE   | ヌーシャテル                     | 2    | 166,500   | 83,250             | 7.4        |
| SZ   | シュヴィーツ                     | 2    | 131,400   | 65,700             | 9.4        |
| AR   | アッペンツェル・アウサーローデン | 1    | 53,200    | 53,200             | 11.5       |
| ZG   | ツーク                           | 2    | 100,900   | 50,450             | 12.2       |
| NW   | ニトヴァルデン                   | 1    | 38,600    | 38,600             | 15.9       |
| SH   | シャフハウゼン                   | 2    | 73,400    | 36,700             | 16.7       |
| JU   | ジュラ                           | 2    | 69,100    | 34,550             | 17.8       |
| OW   | オプヴァルデン                   | 1    | 32,700    | 32,700             | 18.8       |
| GL   | グラールス                       | 2    | 38,300    | 19,150             | 32.1       |
| UR   | ウーリ                           | 2    | 35,000    | 17,500             | 35.1       |
| AI   | アッペンツェル・インナーローデン | 1    | 15,000    | 15,000             | 41.0       |
| 総計 | 総計                             | 46   | 7,261,200 | 157,852            | 3.9        |

1. ↑  スイスの地方行政区画（2001年）に拠る人口データ。
2. ↑  チューリヒとの人口比（倍率）。